# Goetheweg (Fichtelgebirge)
Der Goetheweg ist ein Wanderweg im Fichtelgebirge, benannt nach dem deutschen Dichter Johann Wolfgang von Goethe.

## Verlauf
Der Weiß-blau markierte Wanderweg des Fichtelgebirgsvereins im Naturpark Fichtelgebirge (Nordostbayern), soll an den Besuch des Ochsenkopf-Gipfels am 1. Juli 1785 durch Johann Wolfgang vom Goethe erinnern. Der Goetheweg wurde im Jahr 1923 angelegt. Er beginnt in Karches (Gemeindeteil der Gemeinde Bischofsgrün, Landkreis Bayreuth) an der B 303/E 48 / Fichtelgebirgsstraße und führt stetig bergan zu den Weißmainfelsen und nach drei Kilometern zum Ochsenkopf (Hohes Fichtelgebirge).